# Kalven (Kyrkhults socken, Blekinge)
Kalven är en sjö i Olofströms kommun i Blekinge och ingår i Skräbeåns huvudavrinningsområde.